# Politik i Guangdong

Guangdongs läge i Kina.

Den politiska makten i Guangdong utövas officiellt provinsen Guangdongs folkregering, som leds av den regionala folkkongressen och guvernören i provinsen. Dessutom finns det en regional politiskt rådgivande konferens, som motsvarar Kinesiska folkets politiskt rådgivande konferens och främst har ceremoniella funktioner. Provinsens guvernör sedan 2021 är Wang Weizhong.
I praktiken utövar dock den regionala avdelningen av Kinas kommunistiska parti den avgörande makten i Guangdong och partisekreteraren i regionen har högre rang i partihierarkin än guvernören. Sedan oktober 2022 heter partisekreteraren Huang Kunming.
Under senare år har Guangdong blivit känt för sitt relativt tillåtande politiska klimat, på kinesiska kallat Guangdong xianxiang, "Guangdong-fenomentet".

## Lista över Guangdongs guvernörer
1. Ye Jianying (叶剑英): november 1949 – september 1953
2. Tao Zhu (陶铸): september 1953 – augusti 1957
3. Chen Yu (陈郁): 1957 – 1967
4. Huang Yongsheng (黄永胜): november 1967 – juni 1969
5. Liu Xingyuan (刘兴元): juni 1969 – april 1972
6. Ding Sheng (丁盛): april 1972 – april 1974
7. Zhao Ziyang (赵紫阳): april 1974 – oktober 1975
8. Wei Guoqing (韦国清): oktober 1975 – januari 1979
9. Xi Zhongxun (习仲勋): 1979 – 1981
10. Liu Tianfu ( 刘田夫): 1981 – 1983
11. Liang Lingguang (梁灵光): 1983 – 1985
12. Ye Xuanping (叶选平): 1985 – 1991
13. Zhu Senlin (朱森林): 1991 – 1996
14. Lu Ruihua (盧瑞華): 1996 – 2003
15. Huang Huahua (黃華華): 2003 – 2012
16. Zhu Xiaodan (朱小丹): 2012-2016
17. Ma Xingrui: 2016-2021
18. Wang Weizhong: 2021-

## Lista över Guangdongs partisekreterare
1. Ye Jianying (叶剑英): 1949 – 1955
2. Tao Zhu (陶铸): 1955 – 1965
3. Zhao Ziyang (赵紫阳): 1965 – 1967
4. Huang Yongsheng (黄永胜): 1968 – 1969
5. Liu Xingyuan (刘兴元): 1969 – 1972
6. Ding Sheng (丁盛): 1972 – 1973
7. Zhao Ziyang (赵紫阳): 1974 – 1975
8. Wei Guoqing (韦国清): 1975 – 1978
9. Xi Zhongxun (习仲勋): 1978 – 1980
10. Ren Zhongyi (任仲夷): 1980 – 1985
11. Lin Ruo (林若): 1985 – 1991
12. Xie Fei (谢非): 1991 – 1998
13. Li Changchun (李长春): 1998 – 2002
14. Zhang Dejiang (张德江): 2002 – 2007
15. Wang Yang (汪洋): 2007 – 2012
16. Hu Chunhua (胡春华): 2012 – 2017
17. Li Xi (李希): 	oktober 2017 – oktober 2022
18. Huang Kunming (黄坤明): oktober 2022